# Nicolas de Chièvres
Nicolas de Chièvres, mort le 1er juillet  1167, fut évêque de Cambrai de 1137 à 1167. 

## Biographie
Il fit entreprendre la construction d'une nouvelle cathédrale en remplacement de l'édifice roman, déjà plusieurs fois refait, et en grande partie détruit par un incendie en 1148. 

C'est grâce à l'un de ses diplôme que l'on trouve les premières traces de l'existence de Wières.
Il est le fils d'Ide de Chièvres,également nommée Ide ou Idon ou Damison, fille de Gui de Chiévres. Elle fonda l'Abbaye de Ghislenghien dite du Val des Vierges .